# فهرست فیلم‌های ایرانی سال ۱۳۵۹
فهرست فیلم‌های ایرانی سال ۱۳۵۹

## فهرست
| عنوان                  | کارگردان        | فیلم‌نامه‌نویس(ها) | بازیگران                                          |
| ---------------------- | --------------- | ---------------- | ------------------------------------------------- |
| ۱۹۳۶                   | حسن قلی‌زاده     |                  |                                                   |
| آقای هیروگلیف          |                 |                  | داوود رشیدی                                       |
| از فریاد تا ترور       | منصور تهرانی    | منصور تهرانی     |                                                   |
| اعدامی                 | محمدباقر خسروی  |                  | پرویز فنی‌زاده                                     |
| انفجار                 | ساموئل خاچیکیان | سیامک اطلسی      | آهو خردمند                                        |
| با دکتر جهاد در بشاگرد | مرتضی آوینی     |                  |                                                   |
| بهداشت دندان           | عباس کیارستمی   | عباس کیارستمی    |                                                   |
| پنجمین سوار سرنوشت     | سعید مطلبی      |                  | فخری خوروش، ایرج قادری، رسول توکلی، غلامرضا سرکوب |
| تاریخ‌سازان             |                 |                  |                                                   |
| چوپانان کویر           | حسین محجوب      | علی ژکان         | اسماعیل پوررضا، رضا ژیان                          |
| حقیقت                  | مرتضی آوینی     |                  |                                                   |
| خانه آقای حقدوست       |                 |                  |                                                   |
| خون‌بارش                | امیر قویدل      | امیر قویدل       |                                                   |
| دانه‌های گندم           | حسن رفیعی       |                  |                                                   |
| دندان‌درد               | عباس کیارستمی   |                  |                                                   |
| سرباز اسلام            | امان منطقی      | امان منطقی       |                                                   |
| سند زنده               | اصغر بیچاره     | اصغر بیچاره      | محمدتقی کهنمویی                                   |
| شجاعان ایستاده می‌میرند | عباس کسایی      |                  |                                                   |
| شمر                    | اکبر صادقی      |                  | داوود رشیدی                                       |
| طلوع انفجار            | پرویز نوری      |                  | داوود رشیدی                                       |
| قیام                   | رضا صفایی       |                  | شهروز رامتین                                      |
| کرکس‌ها می‌میرند         | جمشید حیدری     | منصور تهرانی     | داوود رشیدی                                       |
| گفت هر سه نفرشان       |                 |                  |                                                   |
| مدرسه‌ای که می‌رفتیم     | داریوش مهرجویی  |                  | علی نصیریان                                       |
| مسافر شب               | منصور تهرانی    | منصور تهرانی     | سیروس الوند                                       |
| مفسدین                 | امان منطقی      | امان منطقی       | حمیده خیرآبادی                                    |
| منافق                  | اسماعیل پورسعید |                  |                                                   |
| موج طوفان              | منوچهر احمدی    |                  |                                                   |